# Palmadusta ziczac
Espèce
Synonymes
- Cypraea ziczac Linnaeus, 1758

Palmadusta ziczac est une espèce de mollusques gastéropodes de la famille des Cypraeidae.

## Description morphologique
La coquille pyriforme a une couleur de fond beige clair ou fauve clair, traversée par trois bandes transversales de successions de zigzag blancs. La base de la coquille est orange ou brun-orange, avec des points brun sombre qui s'étendent sur les côtés. L'ouverture de la coquille est bordée de nombreuses dents courtes. Le manteau est rouge-orangé, parcouru d'un réseau plus sombre et recouvert de papilles blanches. Le siphon est blanc, bordé de noir, et les tentacules sont rouge-orangé.

## Répartition géographique

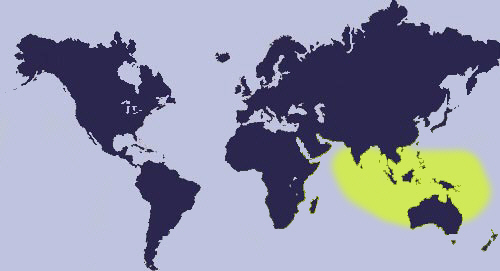
Carte de répartition de Palmadusta ziczac

Cette porcelaine vit dans les océans Indien et ouest Pacifique. Elle vit jusqu'à 20 m de profondeur au niveau de zones rocheuses ou de récifs coralliens, voire de zones comportant du sable grossier.